# Довгогубці

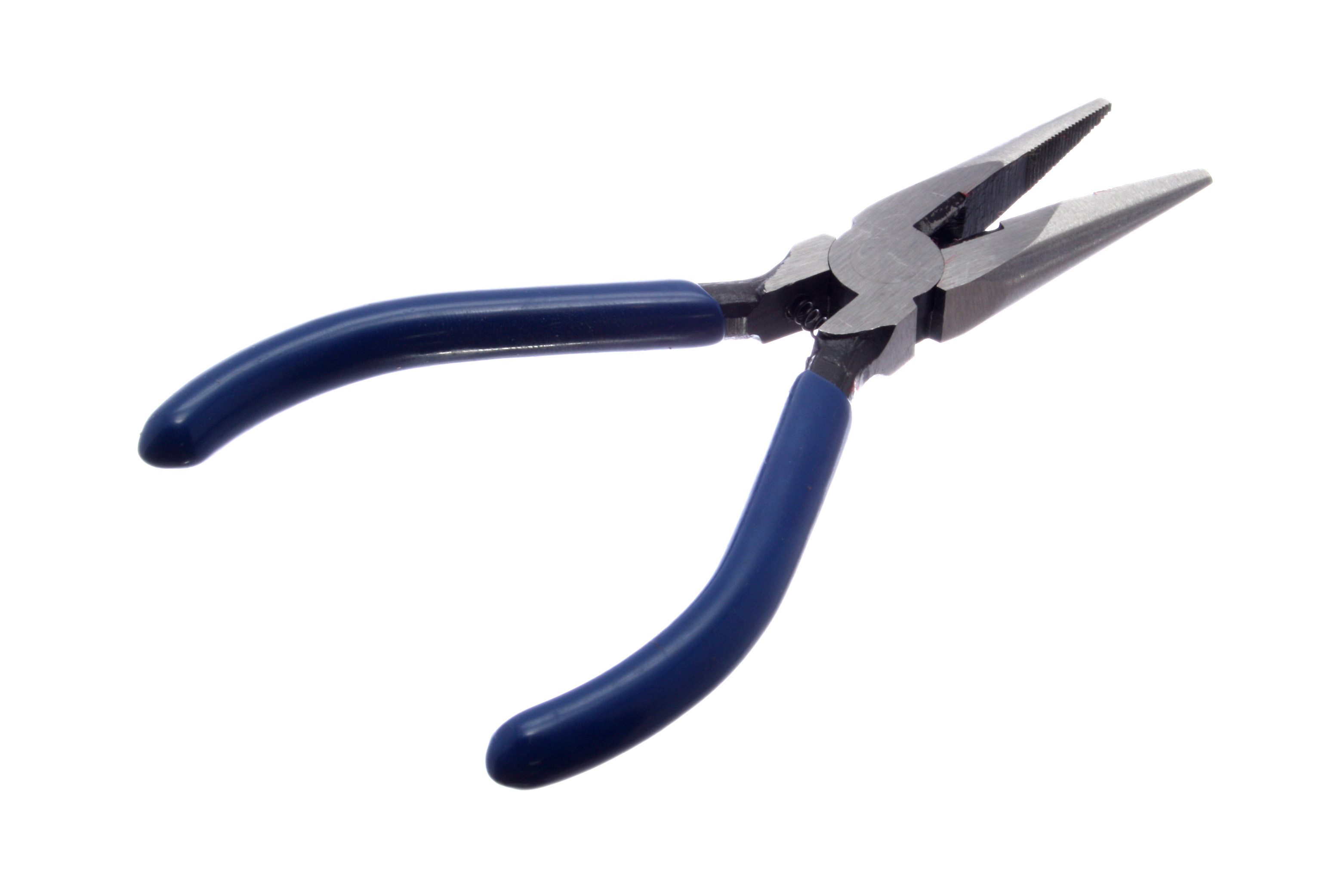
Довгогубці з губками середньої довжини

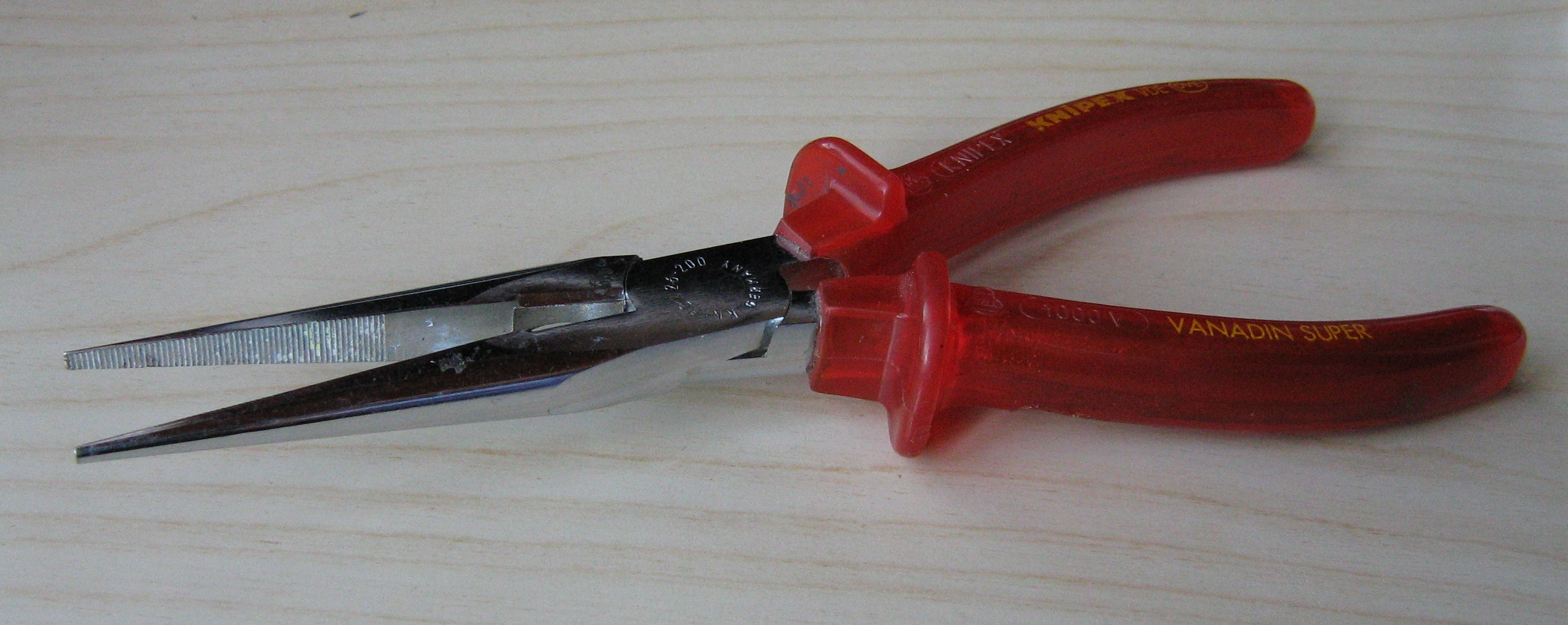
Довгогубці з сильновитягнутими губками

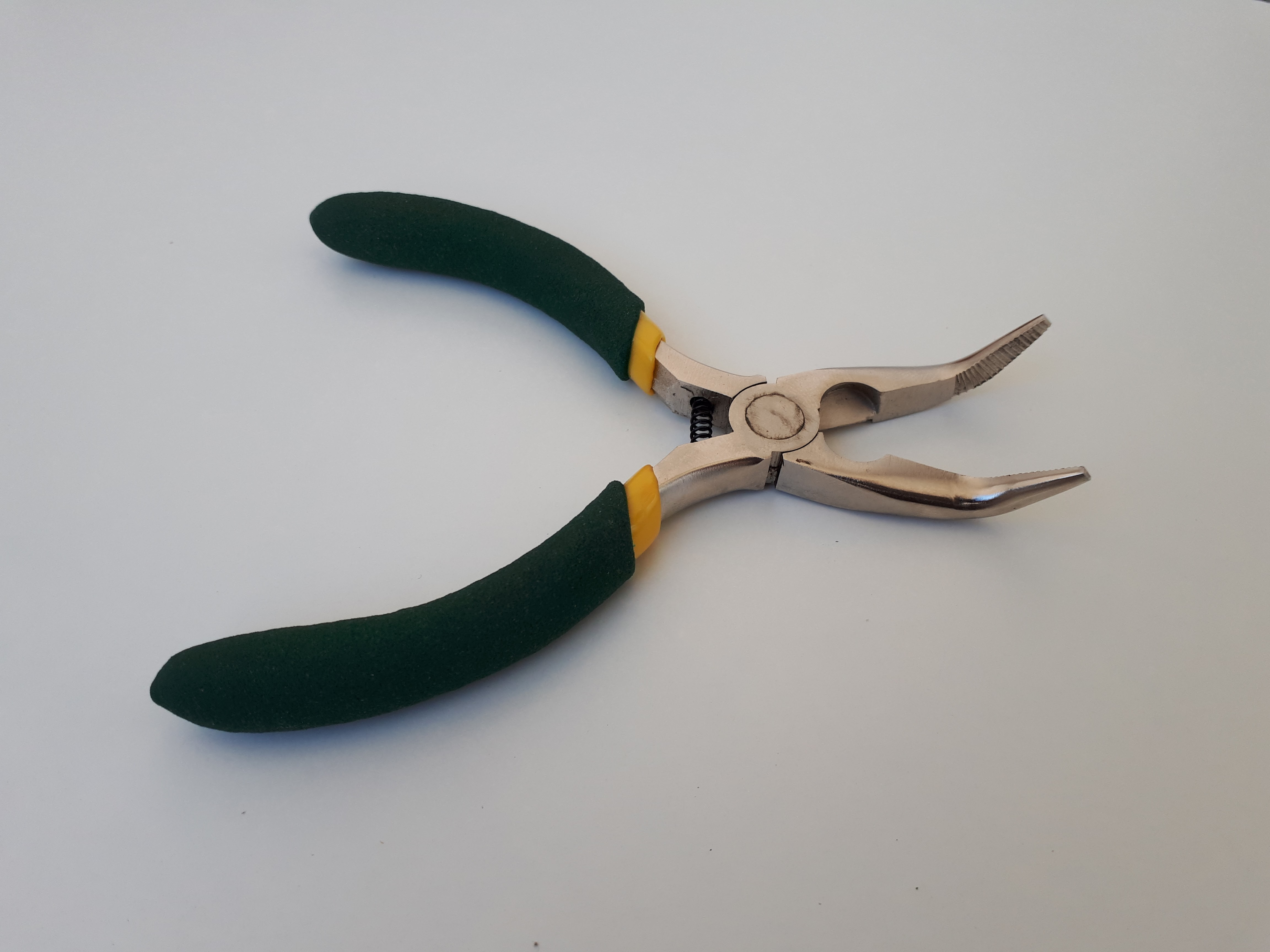
Довгогубці із загнутими губками

Довгогу́бці, тонкогубці, розм. качкодзьоби, качконоси, неточно гострогубці — електромонтажний інструмент, різновид плоскогубців з видовженими, звуженими на кінцях губками. За функціональністю довгогубці близькі до пінцета, але завдяки довжині важеля ручок мають більшу силу стискання.

## Різновиди
- Довгогубці з губками середньої довжини
- Довгогубці з сильновитягнутими губками
- Довгогубці із загнутими губками — довгогубці, кінці губок яких загнуті під кутом. Призначені для робіт з деталями, доступ до яких обмежений, наприклад, при видобуванні їх з-під електронних плат.